# Friedrich Carl Siemens
Friedrich Carl Siemens (* 6. Januar 1877 in Dresden; † 25. Juni 1952 in Berlin) war ein deutscher Unternehmer.

## Leben

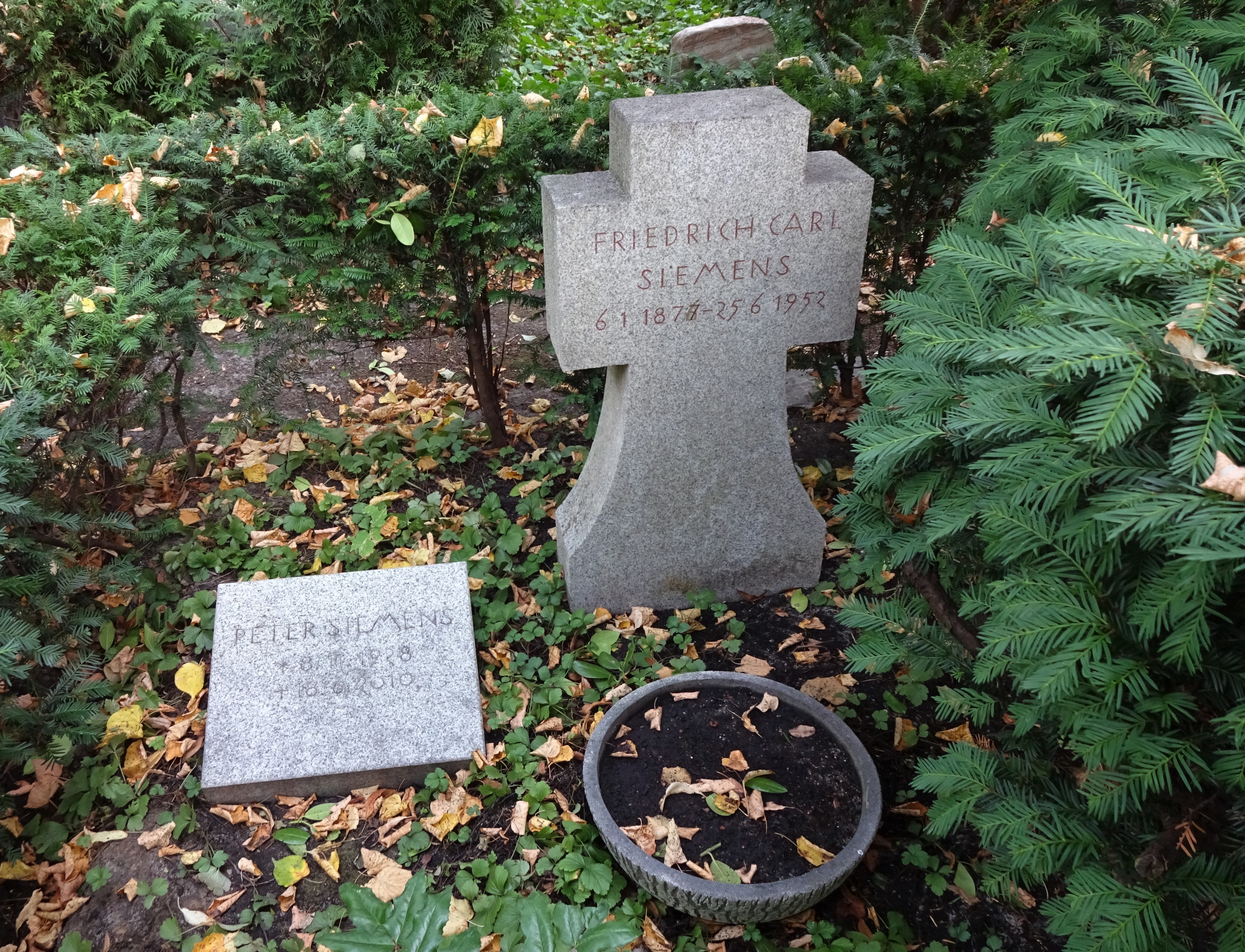
Grabstein auf dem Friedhof Dahlem

Seine Eltern waren Friedrich Siemens und Elise Witthauer. Er war mit Bertha Gräfin Yorck von Wartenburg (1899–1950), Tochter des Grafen Heinrich Yorck von Wartenburg und der Sophie Freiin von Berchlingen (1872–1945), verheiratet und hatte vier Kinder.
Als sein Großneffe Hermann von Siemens interniert war, fungierte er 1946 bis 1948 vorübergehend als Vorsitzender der Aufsichtsräte der Siemens & Halske AG und der Siemens-Schuckertwerke AG.
Friedrich Carl Siemens sammelte verschiedene Kunstwerke und Gemälde. In den 1990er Jahren gingen das Puschkin-Museum und das Historische Museum in Moskau sowie die Eremitage in Sankt Petersburg dazu über, Beutekunst-Bestände aus den Geheimlagern herauszuholen und in Ausstellungen öffentlich zu zeigen. So zeigte 1995 die Eremitage französische Gemälde des 19. Jahrhunderts unter anderem aus der Sammlung von Friedrich Carl Siemens.
Irene Yorck von Wartenburg war seine Schwägerin, Hans-Adolf von Moltke sein Schwager.